# Piłka nożna na Litwie

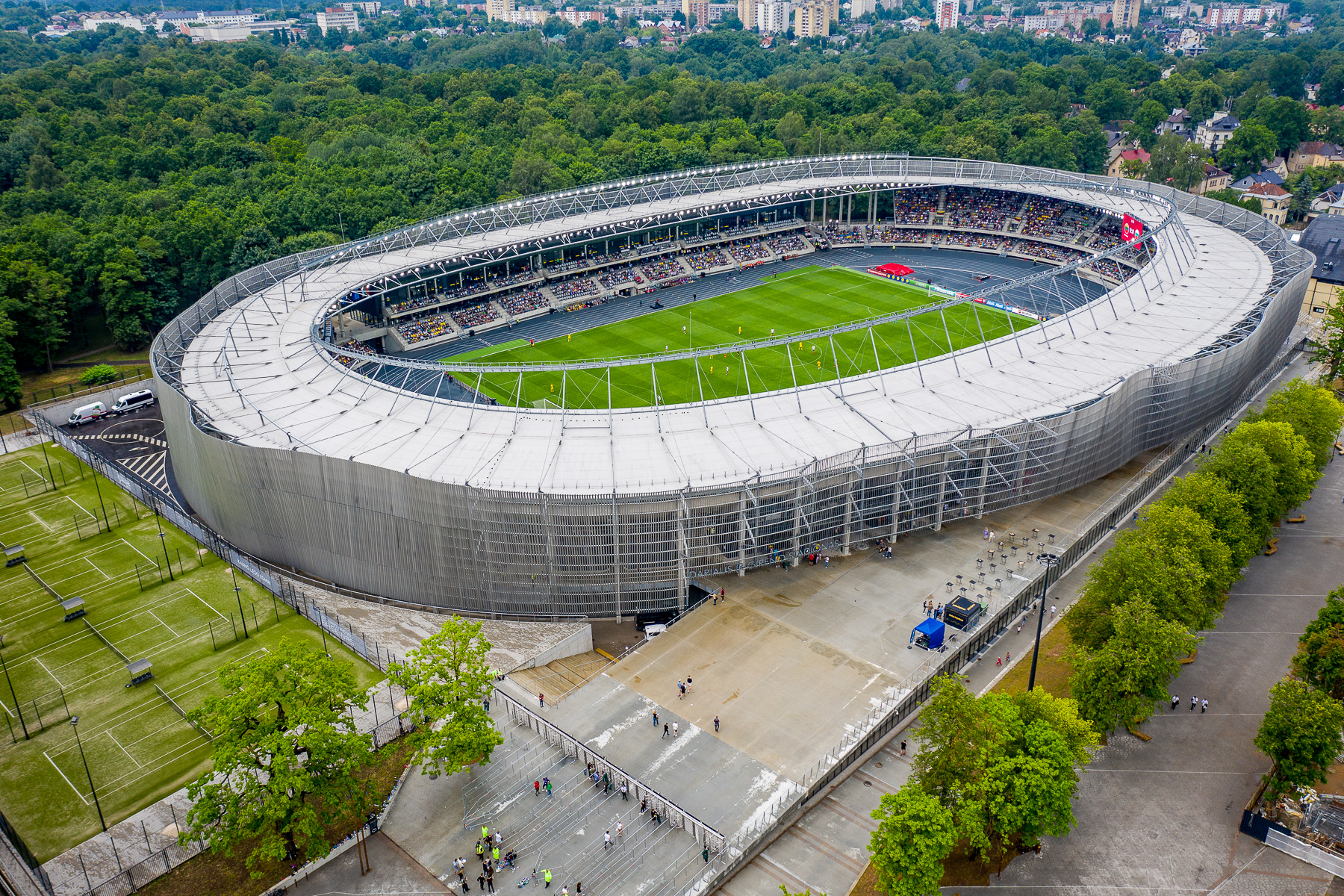
Arena domowa reprezentacji narodowej

Piłka nożna (lit. Futbolas ˈfutbɔlas) jest najpopularniejszym sportem na Litwie. Jej głównym organizatorem na terenie Litwie pozostaje Lietuvos futbolo federacija (LFF).
Według stanu na 17 listopada 2021 roku Saulius Mikoliūnas i Andrius Skerla mają odpowiednio 96 i 84 występów reprezentacyjnych, a Tomas Danilevičius strzelił 19 bramek w barwach reprezentacji Litwy.
W litewskiej A lyga grają takie utytułowane kluby, jak Žalgiris Wilno, Ekranas Poniewież i Sūduva Mariampol.

## Historia
Piłka nożna zaczęła zyskiwać popularność na Litwie na początku XX wieku. Do I wojny światowej Litwa była pod panowaniem Cesarstwa Niemieckiego (Kłajpeda) oraz Imperium Rosyjskiego (Szawle, Kowno i Wilno). 25 kwietnia 1907 roku w Tylży powstał pierwszy litewski klub piłkarski Lituania Tilsit, w 1909 w Kłajpedzie pruski SC Preußen Memel, potem następne. W 1908 w Prusach został założony Baltischen Rasensport Verband, który organizował Bałtyckie Mistrzostwa w sezonie 1908 (do 1910 uczestniczyły jedynie mistrzowie miast Danzig, Königsberg i Elbing). W sezonie 1910/11 również dołączyły kluby z innych miast, m.in. Lituania Tilsit i MTV Tilsit z Tylży, MTV Memel z Kłajpedy, VfB Königsberg, SV Prussia-Samland Königsberg, ASC Königsberg i FC Germania Königsberg z Królewca, Preußen Insterburg i SV Insterburg z Įsrūtisa, Preußen Gumbinnen z Gąbina. Po sezonie 1913/14 rozgrywki zostały zawieszone przez rozpoczęcie I wojny światowej. 2 listopada 1918 Litwa proklamowała niepodległość.
Po założeniu litewskiej federacji piłkarskiej – LFF w 1922 roku, rozpoczął się proces zorganizowania pierwszych rozgrywek o mistrzostwo Litwy. Pierwsza edycja mistrzostw Litwy startowała w sezonie 1922. Pierwszym mistrzem został LFLS Kowno, który powtórzył ten sukces i w następnym sezonie. Mistrzostwa Litwy w sezonie 1939/40 zostały zawieszone, tak jak 15 czerwca 1940 wojska radzieckie wkraczają do Litwy, a w lipcu została utworzona Litewska SRR w składzie ZSRR. W sezonie 1941 mistrzostwa Litewskiej SRR po 5 kolejkach zostały przerwane tak jak w końcu czerwca nastąpiła okupacja niemiecka. W sezonach 1942 i 1942/43 rozgrywki o mistrzostwo Litwy zostały wznowione, ale w 1943/44 znów zawieszone z powodu ataku Armii Radzieckiej, w wyniku którego ZSRR ponownie okupują Litwę. W 1945 ponownie startują mistrzostwa Litewskiej SRR. To nie były pełnowartościowe mistrzostwa tak jak najlepsze kluby kraju uczestniczyły w mistrzostwach ZSRR.
11 marca 1990 Litwa deklaruje niepodległość. W 1990 organizowano rozgrywki Baltic League, w których razem z najlepszymi klubami Estońskiej SRR, Łotewskiej SRR oraz rosyjskim Progress Czerniachowsk brały udział najlepsze drużyny Litwy - Žalgiris Wilno, Sirijus Kłajpeda, Ekranas Poniewież, Jovaras Możejki, ASMM Inkaras Kowno, Banga Kowno, Sakalas Szawle, Neris Wilno i Sūduva Mariampol. Reszta 16 zespołów walczyły w najwyższej litewskiej lidze zwanej Aukščiausioji lyga. Następnie po 4 najlepsze zespoły z obu lig systemem pucharowym wyłaniały mistrza kraju. Pierwszym mistrzem po odzyskaniu niepodległości został Sirijus Kłajpeda.
Rozgrywki najwyższej ligi zwanej Lietuvos lyga zainaugurowano w sezonie 1991. W sezonie 1991/92 liga przyjęła obecną nazwę A lyga, a rozgrywki odbywały się systemem jesień-wiosna. Od roku 1999 odbywają się zgodnie z systemem wiosna-jesień w 4 rundy.

## Format rozgrywek ligowych
W obowiązującym systemie ligowym trzy najwyższe klasy rozgrywkowe są ogólnokrajowe (A lyga, I lyga i II lyga). Dopiero na czwartym poziomie pojawiają się grupy regionalne.

## Puchary
Rozgrywki pucharowe rozgrywane na Litwie to:
- Puchar Litwy (Lietuvos futbolo taurė),
- Superpuchar Litwy (LFF Supertaurė) - mecz między mistrzem kraju i zdobywcą Pucharu.